# Juan Domínguez de Mendoza

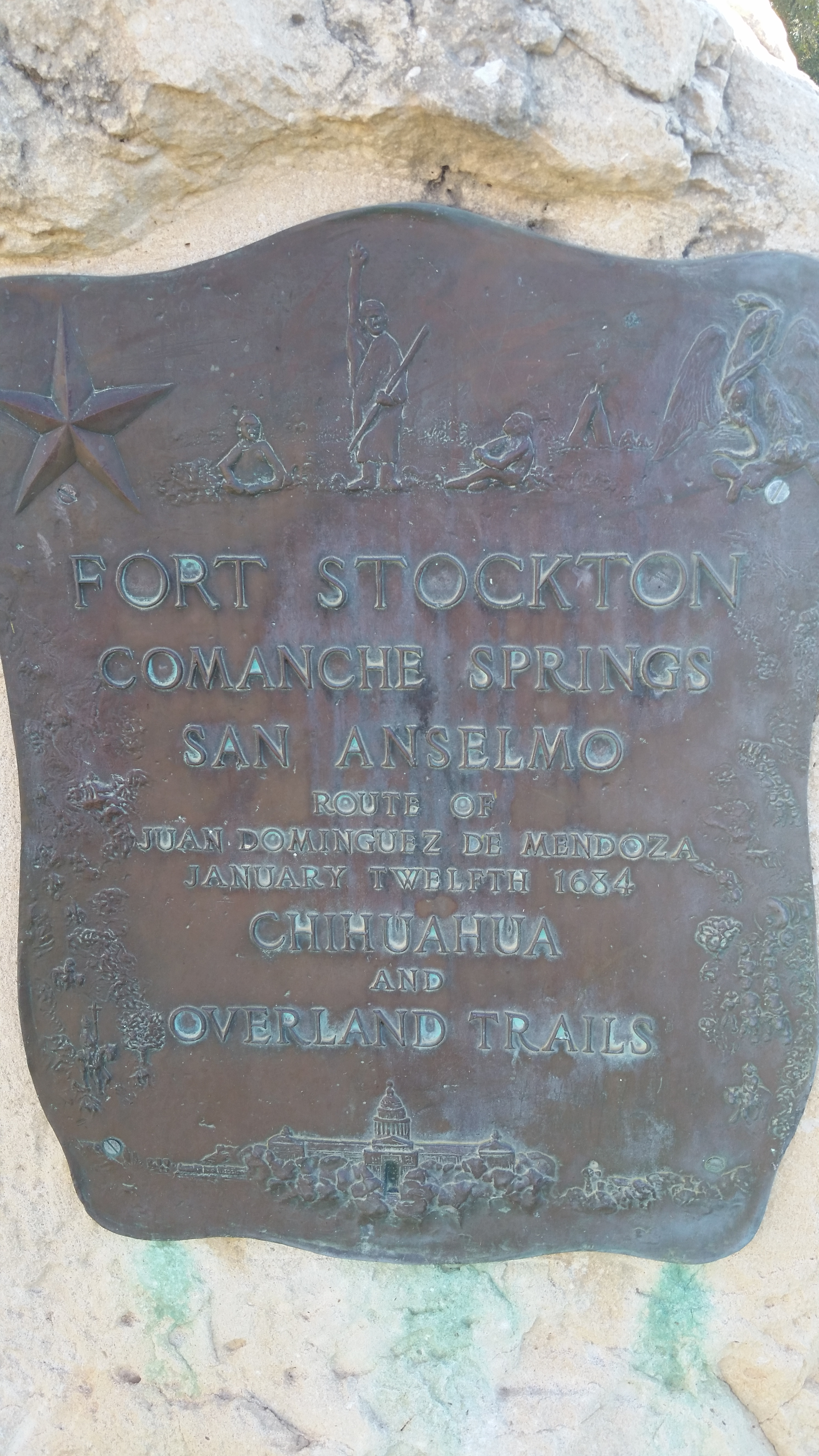
Marca histórica en Texas

Juan Domínguez de Mendoza, nacido en 1631, fue un militar español que jugó un papel clave en apaciguar la rebelión de los indios de 1680 e hizo dos grandes expediciones de Nuevo México al interior de Texas.

## Carrera temprana
Juan Domínguez de Mendoza nació en 1631, siendo miembro de la familia más rica en Nuevo México. Tenía, al menos,  dos hermanos (entre ellos, el gobernador de Nuevo México Tomé Domínguez de Mendoza). A la edad de doce viaja a Nuevo México, y acompaña varias expediciones en lo que es el actual Texas.
Fue miembro de la de expedición de Diego de Guadalajara en 1654 desde Santa Fe hasta el actual San Angelo en Texas, donde los tres afluentes principales del río Concho convergen. Domínguez fue ascendido a teniente general y nombrado Maestro de Campo en Nuevo México, siendo segundo al mando tras el gobernador. Fue un administrador capaz , y durante la revuelta de los indios Pueblo en 1680 fue uno de los líderes más experimentados y capaces de entre los dirigentes de la milicia de Nuevo México. Cuando estalló la revuelta, Domínguez avanzó al norte desde Isleta Pueblo a Cochiti, al suroeste de Santa Fe. Aun así, fue posteriormente forzado a retroceder a El Paso del Norte (ahora Ciudad Juárez). Más tarde sería criticado por no  haber sido suficientemente agresivo en su acción contra los Pueblo.

## Segunda expedición en Texas
En 1681 un grupo de Jumano llegaron a El Paso pidiendo a los españoles que establecieran misiones en sus tierras. El jefe jumano Juan Sabeata había sido bautizado y entendía la cultura española. Buscaba protección de sus gentes contra los apaches, pretendiendo que los españoles estuvieran dispuestos a acompañarle a una guerra. Para obtener la atención de los español dijo que treinta y seis naciones de indios necesitaban misiones y afirmó que una cruz multicolor había aparecido por encima de La Junta de los Ríos, en la confluencia del Río Conchos y el río Grande cercano a la actual población de Presidio. También habló sobre "casas de madera flotan en el mar", tomando los españoles la interpretación de que se trataba de barcos franceses aproximándose a la costa de Texas. Tres frailes siguieron a Sabeata a La Junta, donde empezaron su trabajo como misioneros.
El gobernador Domingo Jironza Petriz de Cruzate envió a Domínguez de Mendoza y fray Nicolás López para explorar los territorios jumanos y establecer misiones. Fue ordenado buscar potencial comercial y perlas. La expedición, conocida frecuentemente como expedición de Mendoza, abandonó El Paso el 15 de diciembre de 1683, descendiendo el río Grande hasta La Junta. Fray Antonio de Acevedo quedó allí a cargo de las nuevas misiones. El resto de la expedición, a la que se sumaron numerosos indios, siguieron las rutas indias en dirección al norte hasta el río Pecos, siguiendo a continuación el río Concho aguas abajo hasta su confluencia con el río Colorado. Durante seis semanas acamparon en el que Domínguez llamaría  "magnífico río de San Clemente", construyendo un fuerte, probablemente cerca de la actual Ballinger, como defensa contra los apaches, y cazando búfalos para la obtención de pieles y comida. Alimentaron y bautizaron a multitud de indígenas locales amistosos que visitaron su campamento.
Domínguez De Mendoza y el líder jumano, Juan Sabeata, tuvieron un enfrentamiento temprano durante la expedición. Sabeata, según dijo Domínguez, había sido mentiroso extendiendo rumores falsos acerca de apaches hostiles para retrasar la expedición. El jumano, aparentemente, creyó que los españoles mostraban más interés en cazar búfalos que en luchar contra sus enemigos apaches.  Sabeata abandonó la expedición acompañado por gran parte de los indios. Los españoles no lograron crear un gran consejo de indios y regresaron a El Paso habiendo recogido 5.000 pieles de búfalo, además de haber cristianizado a una gran cantidad de indígenas no hostiles. 
Aunque en un principio no se encontró indicios de que los apaches estuvieran en las tierras exploradas, el campamento español fue atacado en varias ocasiones, siendo muertos dos indios y un soldado español.

## Últimos tiempos de su carrera
En su regreso a La Junta de los Ríos, Domínguez tomó posesión de la orilla norte del río Grande en el nombre de España. Domínguez y fray López regresaron a El Paso, y finalmente fueron a Ciudad de México en 1685, donde hicieron una importante petición para enviar soldados y misioneros a los territorios explorados. Domínguez y López fueron en un principio optimistas sobre el potencial de instalar misiones entre los jumanos. Aun así, el Gobernador Jironza fue  incapaz de ayudar puesto que sus fuerzas estaban ocupadas combatiendo insurrecciones locales por los indios Suma y Manso. La incursión en Texas oriental por el francés René Robert Cavelier de La Salle, en 1685, causó una nueva preocupación para la gobernación española, por lo que no pudo hacerse una expedición que continuase inmediatamente a la expedición de Domínguez de Mendoza.